# Gearóid O’Sullivan
Gearóid O’Sullivan (28 de enero de 1891, Skibbereen, Condado de Cork - 25 de marzo de 1948), de nacimiento Jeremiah O'Sullivan, fue un maestro de lengua irlandesa y político irlandés que militó en el Cumann na nGaedheal, el Sinn Féin y el Fine Gael.

## Biografía
O’Sullivan, era primo del líder revolucionario irlandés Michael Collins. Gearóid completó estudios de educación en la Universidad de St Patrick, en Drumcondra y la Real Universidad de Irlanda en 1911. Durante el Alzamiento de Pascua en 1916 se desempeñó como oficial en el Ejército Republicano Irlandés como ayudante de campo de Seán Mac Diarmada y fue quien izó la bandera de Irlanda en la Oficina Central de Correos de Dublín siguiendo instrucciones de Patrick Pearse.
Después de la guerra de independencia de Irlanda entre enero de 1919 y julio de 1921, estudió leyes y aprobó los exámenes como abogado litigante.
Su carrera política comenzó en 1921, cuando fue candidato del Sinn Féin para la Cámara baja (Dáil Éireann). Durante este período para los defensores del Tratado anglo-irlandés, de la creación de la Estado Libre de Irlanda.
El 24 de agosto de 1927, fue candidato por el Cumann na nGaedheal a una Nachwahl ( elección parcial ) siendo reelegido miembro de la cámara y el 25 de agosto de 1927 juró lealtad al Estado Libre y la fidelidad a la corona real británica de conformidad con el artículo 17. 
En 1938 fue finalmente una vez más por un corto tiempo, miembro del Senado de Irlanda y allí trabajó en las Comisiones de arte, lengua irlandesa, cultura y literatura como miembro del Fine Gael, el llamado  Grupo Cultural y Educativo ".